# Aristobia reticulator
Aristobia reticulator (лат.) — вид жуков-усачей рода Aristobia из подсемейства Lamiinae. Обнаружены в юго-восточной Азии: Индия (Manipur, Meghalaya, Sikkim), Китай, Лаос, Мьянма, Непал, Таиланд. Среднего размера жуки: длина тела от 22 до 32 мм. Период активности: июнь. Вид был впервые описан в 1781 году (под первоначальным названием Lamia reticulator) энтомологом Иоганном Христианом Фабрициусом
. В 1868 году включён в состав рода Aristobia.
- Кормовые растения[2]
Annonaceae: Annona squamosa Linné
Burseraceae: Canarium album Räuschel
Caesalpiniaceae: Peltophorum pterocarpum (de Candolle) Backer ex K. Heyne
Casuarinaceae: Casuarina equisetifolia Linné
Euphorbiaceae: Glochidion puberum Hutchinson, Sapium sebiferum Roxburgh
Fagaceae: Castanea sp., Quercus acutissima Carruthers
Hamamelidaceae: Liquidambar formosana Hance
Meliaceae: Melia azedarach Linné
Pinaceae: Pinus sp.
Poaceae: Bambusa sp.
Rosaceae: Prunus persica (Linné) Batsch, Prunus salicina Lindley
Sapindaceae: Dimocarpus longan Loureiro, Nephelium chinense (Sonnorat) Druce, Nephelium mutabile Blume
Theaceae: Camellia oleifera Abel